# The World We Live In and Live in Hamburg
The World We Live In and Live in Hamburg è il primo album video del gruppo musicale britannico Depeche Mode ed è stata pubblicata nel 1985 sotto l'etichetta della Virgin Records.
Registrato allo Sporthalle Alsterdorf, ad Amburgo, durante il Some Great Reward Tour sotto la regia di Clive Richardson, ripropone le esecuzioni live di brani tratti dagli album Some Great Reward (tutti tranne It Doesn't Matter e Stories of Old), Construction Time Again, A Broken Frame e Speak & Spell; tuttavia le tracce Puppets ed Ice Machine, anch'esse cantate al concerto sono state omesse dalla VHS.
È stata reperibile solo in versione VHS, non è prevista una riedizione in DVD.

## Tracce

### Versione Britannica e Giapponese
1. Something to Do
2. Two Minute Warning
3. If You Want
4. People Are People
5. Leave in Silence
6. New Life
7. Shame
8. Somebody
9. Lie to Me
10. Blasphemous Rumours
11. Told You So
12. Master and Servant
13. Photographic
14. Everything Counts
15. See You
16. Shout!
17. Just Can't Get Enough

### Versione Statunitense
1. Something to Do
2. If You Want
3. People Are People
4. Somebody
5. Lie to Me
6. Blasphemous Rumours
7. Told You So
8. Master and Servant
9. Photographic
10. Everything Counts
11. Just Can't Get Enough

## Musicisti
- Dave Gahan - voce (eccetto Somebody)
- Martin Gore - sintetizzatori, campionatori, melodica (Everything Counts), percussioni, cori, seconda voce (Something to Do, People Are People, Shame e Everything Counts), voce (Blasphemous Rumours e Somebody)
- Andy Fletcher - sintetizzatori, campionatori, percussioni, cori
- Alan Wilder - sintetizzatori, campionatori, percussioni, cori; voce (If You Want)